# Wilhelm Rivenus
Wilhelm Rivenus oder Rutenius (* um 1505 im Hochstift Utrecht; † 7. Oktober 1555 in Lübeck) war ein deutscher Pädagoge der Reformationszeit und Rektor in Lübeck und Magdeburg.

## Leben
Über seine genaue Herkunft und Ausbildung ist wenig bekannt; es ist zu vermuten, dass er mit dem ab Sommersemester 1523 an der Universität Wittenberg immatrikulierten Wilhelmus Hagius Traiecten dioc. identisch ist und seinen Namen aus Haag (=Bach) zu Rivenus (von lat. rivus = Bach) latinisierte. Am 31. Januar 1531 wurde Guilielmi Ryveni Ryvenus, Traiectinus hier Magister der Artes liberales, und am 6. April 1531 wurde er an der philosophischen Fakultät als Lehrkraft aufgenommen.
Nach den Lübecker Quellen wurde er, nachdem Hermann Bonnus, der Gründungsrektor des Lübecker Katharineums, zum ersten Superintendenten berufen wurde, Ende 1531 nach Lübeck als sein Nachfolger berufen. Er war jedoch nach den Wittenberger Quellen im Wintersemester 1533/34 noch Dekan der philosophischen Fakultät.
Offenbar ging Rivenus 1543 nach Wittenberg zurück und war im Sommersemester 1544 wiederum Dekan der philosophischen Fakultät. Auf Philipp Melanchthons Empfehlung hin wurde Rivenus 1544 als Rektor an das Altstädtische Gymnasium nach Magdeburg berufen. Die Auswirkungen der Belagerung der Stadt im Schmalkaldischen Krieg führten jedoch zu einer völligen Auflösung der Schule. Aus diesem Grunde und durch Intrigen seines Stellvertreters Matthäus Judex zermürbt, legte er zu Ostern 1552 seine Stelle nieder und ging nach Lübeck zurück, wo gerade sein dortiger Nachfolger Matthias Brassanus gestorben war. Er rechnete sich wohl Aussichten auf die erneute Berufung als Rektor des Katharineums aus, hat die Stelle aber höchstens vorübergehend verwaltet, denn im November 1552 berief der Lübecker Rat Petrus Vincentius zum Rektor. Vielleicht hat er Vincentius auch während dessen Reise nach England 1553 vertreten.
Rivenus lebte dann noch als Privatmann in Lübeck, wo er 1555 starb. Sein schlichter Grabstein mit kurzer lateinischer Inschrift, den Johann Henrich von Seelen noch beschrieb, soll sich in der Lübecker Katharinenkirche befunden haben, nach Ernst Deecke jedoch im Umgange, also im zur Schule gehörenden Kreuzgang des Katharinenklosters. Er war bei der Inventarisierung der Grabdenkmäler nicht mehr nachweisbar.